# Johann Georg Conrad Oberdieck

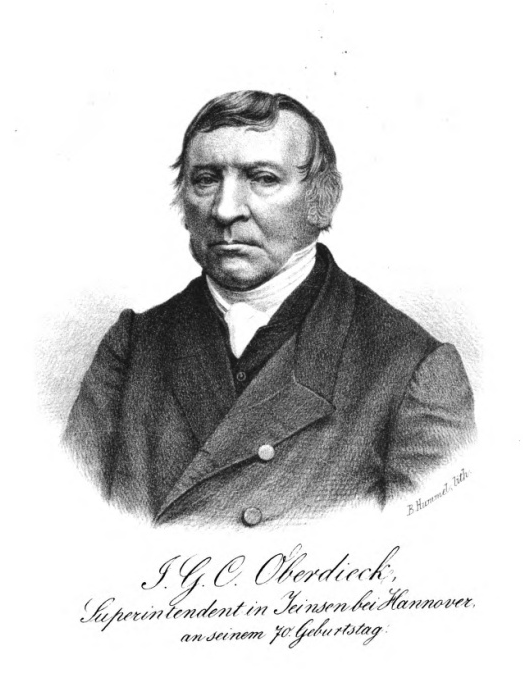
J. G. C. Oberdieck an seinem 70. Geburtstag

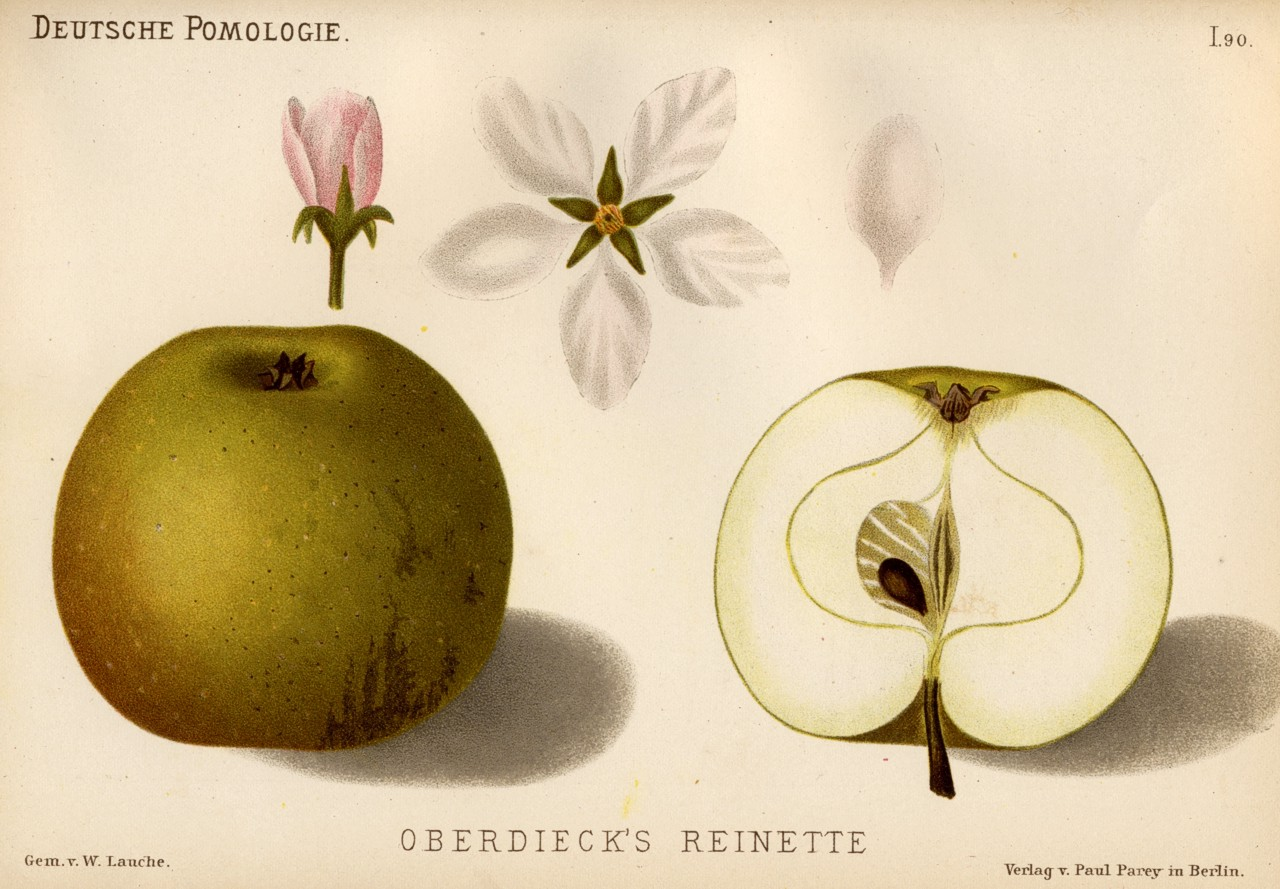
Oberdiecks Renette

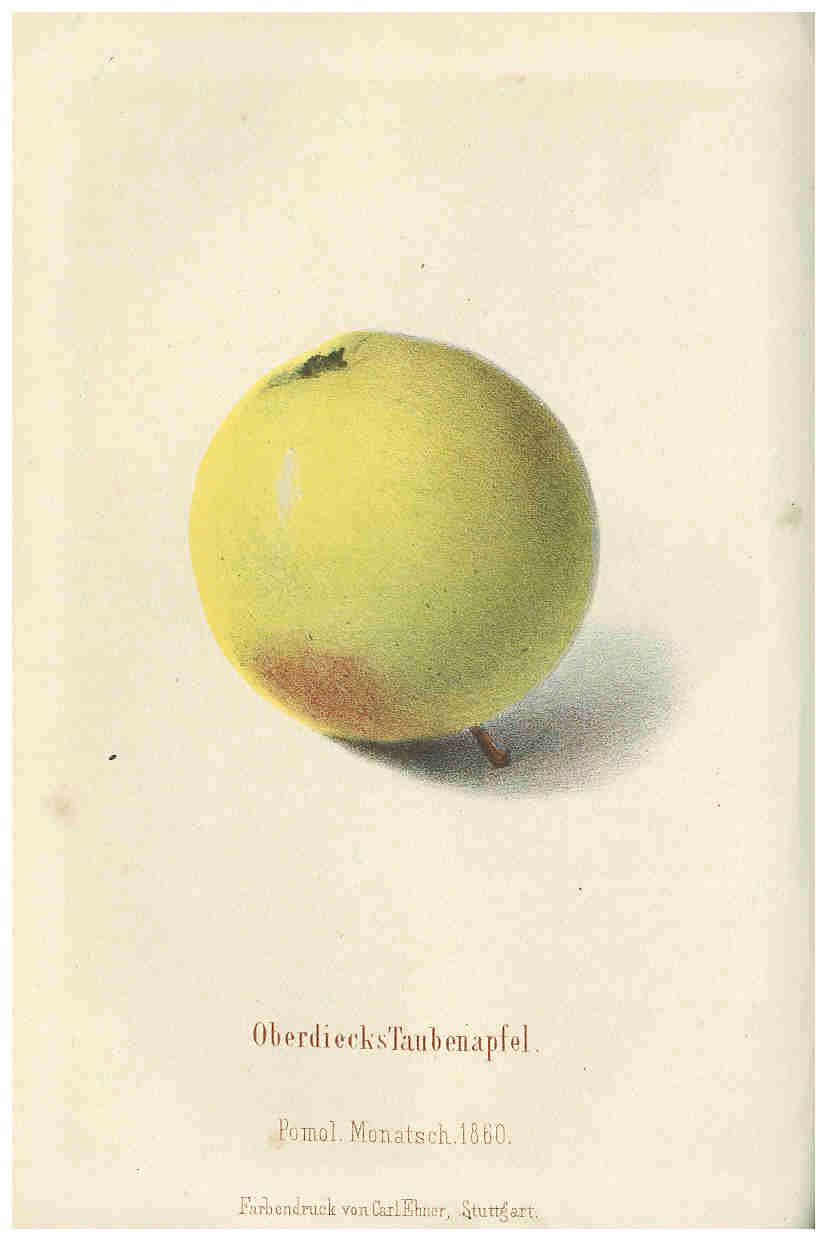
Oberdiecks Taubenapfel

Johann Georg Conrad Oberdieck (* 30. August 1794 in Wilkenburg, Kurhannover; † 24. Februar 1880 in Herzberg am Harz) war ein deutscher lutherischer Pfarrer und einer der bedeutendsten deutschen Pomologen des 19. Jahrhunderts. Sein Enkel war der Garteninspektor und Florist George Hansen (1863–1908), der später in die USA emigrierte.

## Werdegang
Oberdieck wurde als Sohn des evangelischen Pastors Heinrich Christoph Oberdieck (* 19. Juli 1756) in Wilkenburg bei Hannover geboren und studierte, nach dem Besuch des Lyzeums in Hannover, von 1812 bis 1815 Theologie an der Universität Göttingen, wo er Mitglied des Corps Hannovera wurde. Das Studium verdiente er sich durch Privatunterricht.
Seine erste Stelle nach dem Studium trat er in Lüneburg als Subkonrektor der Michaelisschule an. Vier Jahre später wurde er zunächst Mitarbeiter des Superintendenten Brase in Wunstorf und im selben Jahr erhielt er seine erste Gemeinde in der Stadt Bardowick, in der hauptsächlich Garten- und Obstanbau betrieben wurde. Der Absatz dieser Produkte, von jeher in Hamburg, stockte wegen der Nachwirkungen der Befreiungskriege und der französischen Besatzung. Auf das Wohl seiner Gemeinde bedacht, machte Oberdieck, der sich schon in Göttingen neben der Theologie intensiv mit den Naturwissenschaften auseinandergesetzt hatte, sich daran, die Qualität des in Bardowick angebauten Obstes zu verbessern, um so den Absatz im nahe gelegenen Hamburg durch neue, bessere Sorten zu fördern. Mit der Einrichtung einer kleinen Baumschule wurde der Pfarrer zum Pomologen. Diese erste Baumschule wurde im Winter 1822/23 durch Frost vollständig vernichtet; das Ereignis veranlasste  ihn zu seiner ersten pomologischen Veröffentlichung.
Seine Apfelsorten bezog er von dem bedeutsamsten Züchter der Zeit, dem Arzt und Pomologen Adrian Diel und aufgrund der räumlichen Enge seiner Baumschule legte er Sortenbäume an, die eine große Anzahl verschiedener aufgepfropfter Apfelsorten gleichzeitig tragen konnten.
Seine unter Fachleuten anerkannte Sammlung umfasste alte bereits beschriebene Obstsorten aber auch die Neuzüchtungen der Zeit.
Oberdieck wurde 1831 Superintendent in Sulingen und 1839 in Nienburg/Weser; seine Sortensammlung zog beide Male mit um und wuchs in Nienburg auf über 4000 Bäume an. Der Umzug aus Anlass seiner nächsten Versetzung nach Jeinsen bei Pattensen im Jahr 1853 dürfte eine logistische Herausforderung gewesen sein, auch wenn nur die verpflanzungsfähigen Exemplare den Umzug mitmachten.
Der weitere schwere Winter 1870/71 führte zur erneuten Befassung mit Frostschäden und deren Vermeidung.
1878 setzte er sich in Herzberg am Harz zur Ruhe, blieb allerdings als angesehener und viel geehrter Pomologe schriftstellerisch bis zu seinem Tode aktiv.

## Oberdieck-Preis
Der Pomologen-Verein e. V. und die Stadt Naumburg (Hessen) verleihen jährlich im Herbst zur Eröffnung der Hessischen Pomologentage den Oberdieck-Preis für herausragende Leistungen auf dem Gebiet der Erhaltung pflanzengenetischer Ressourcen im Obstbau. Der Preis ist mit 1500 Euro dotiert und wird vom Hessischen Ministerium für Umwelt unterstützt.
Die bisherigen Preisträger des Oberdieck-Preises waren:
- 1999 Friedrich Renner, Merkendorf, und Rüdiger Brandt, Petersberg
- 2001 Eckart Brandt, Großenwörden, und Rainer Rausch, Hochdorf-Assenheim
- 2002 Erwin Holzer, Bad Schönborn[7]
- 2003 Reinhard Heller, Waddekath[8]
- 2004 Werner Schuricht, Jena[9]
- 2006 Hans-Joachim Bannier, Bielefeld, und Eckart Fritz, Hohenheim[10]
- 2008 Anton Klaus, Oberneufnach[11]
- 2009 Falk Kröling, Bielefeld[12]
- 2010 Hermann Schreiweis, Roigheim[13]
- 2011 Andreas Jung, Lustadt[14]
- 2012 Annette Braun-Lüllemann, Hohengandern
- 2013 Willi Hennebrüder, Lemgo
- 2014 Jan Bade, Kaufungen[15]
- 2015 Steffen Kahl, Aßlar[16]
- 2016 Jacobus Bosschaerts, Belgien
- 2017 Hans-Thomas Bosch, Überlingen
- 2019 Meinolf Hammerschmidt, Sörup
- 2020 Jürgen Sinnecker, Zehdenick
- 2021 Jens Meyer, Kuhlrade
- 2022 August Kottmann, Bad Ditzenbach-Gosbach
- 2023 Richard Dahlem, Trier

## Nach Oberdieck benannte Obstsorten
Die Liste der Apfelsorten verweist auf die von Eduard Lucas beschriebene Oberdiecks Renette sowie auf den von Liegel  benannten Oberdiecks Taubenapfel als bedeutende Kulturäpfel des 19. Jahrhunderts. Beide Sorten sind auch noch rezent bekannt.
Oberdiecks Flaschenbirne, heute verschollen, und Oberdiecks Gestreifte Eierpflaume, von Liegel beschrieben, sind ebenfalls nach ihm benannt.
Auch der Lehrgarten der Hochschule Weihenstephan-Triesdorf in Weihenstephan ist nach Oberdieck benannt.

## Werke
- als Autor:

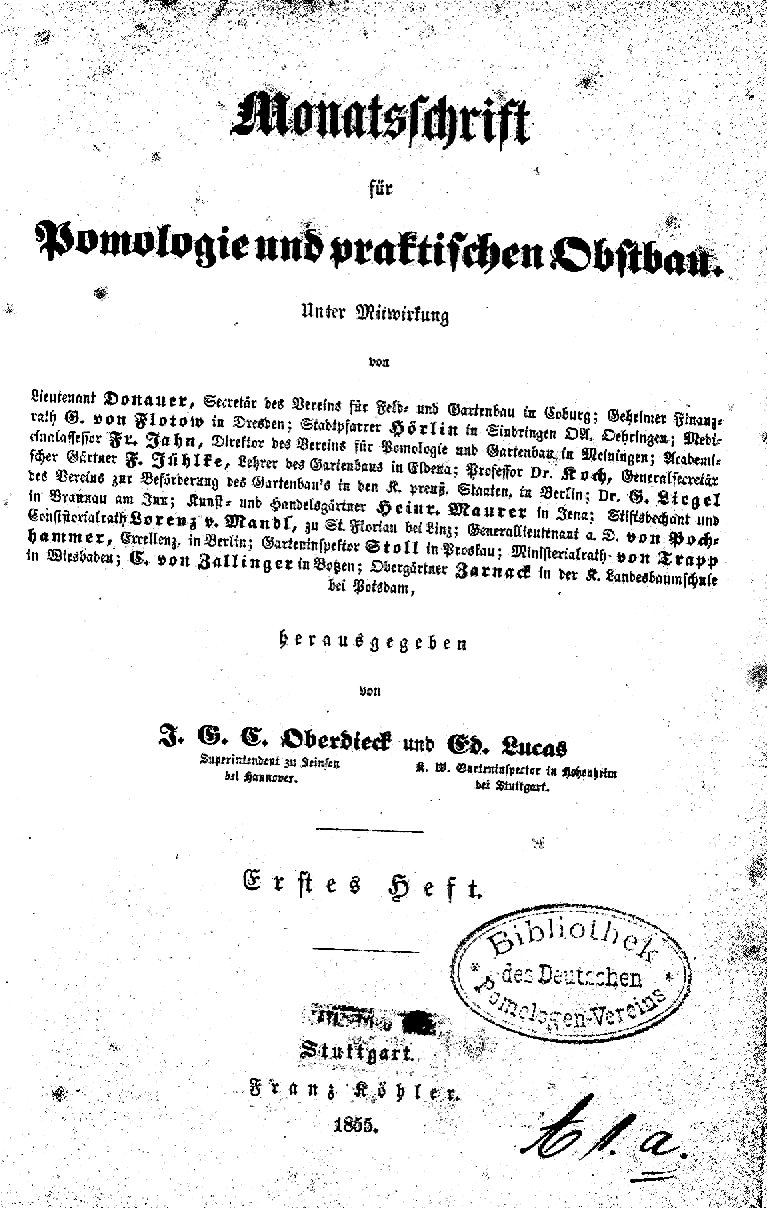
Titel von Heft 1 der Pomologischen Monatshefte

  - Die Probe- oder Sortenbäume als bestes und leichtestes Mittel, sich in kurzer Zeit umfassende pomologische Kenntnisse zu verschaffen. Verlag Hahn, Hannover 1844.
  - Anleitung zur Kenntniß und Anpflanzung des besten Obstes für das nördliche Deutschland.Manz, Regensburg 1852.
  - Beiträge zur Hebung der Obstkultur. Verlag von Karl Aue, Stuttgart 1857 (zusammen mit Eduard Lucas)
  - Pomologische Notizen. Nach langjährigen eigenen Erfahrungen zusammengestellt. Ulmer, Ravensburg 1869
  - Kurzer Abriß meines Lebens. Ravensburg 1870.
  - Beobachtungen über das Erfrieren vieler Gewächse in kalten Wintern; nebst Erörterung der Mittel, durch welche Frostschaden möglichst verhütet werden kann. Ulmer, Ravensburg 1872
  - Deutschlands beste Obstsorten; Anleitung zur Kenntnis und Anpflanzung einer, nach strenger Auswahl zusammengestellten Anzahl von Obstsorten, unter besonderer Berücksichtigung derer, welche auch in trockenem Boden noch viele und gute Früchte liefern, oder nur in feuchtem Boden gut gedeihen. Verlag: Hugo Voigt, Leipzig 1881

- als Herausgeber:
  - gemeinsam mit Eduard Lucas: Monatsschrift für Pomologie und praktischen Obstbau, die späteren Pomologischen Monatshefte. Ab 1855.[21]
  - gemeinsam mit Eduard Lucas, Friedrich Jahn: Illustrirtes Handbuch der Obstkunde in 9 Bänden mit einigen Zusatzbänden, Stuttgart und Ravensburg 1859–83.
  - Deutschlands beste Obstsorten Anleitung zur Kenntnis und Anpflanzung einer nach strenger Auswahl zusammengestellten Anzahl von Obstsorten mit besonderer Berücksichtigung derer, welche auch in trockenem Boden noch viele gute Früchte liefern oder nur in feuchtem Boden gut gedeihen Verlag: Hugo Voigt, Leipzig 1881.